# Leitharadweg
Der Leitharadweg „B11“ ist ein 65 Kilometer langer Radweg im Nordburgenland. Die Radroute verläuft zwischen Leitha und Leithagebirge. Sie ist fast durchgehend asphaltiert (mit Ausnahme einer 500 m langen Schotterstrecke zwischen Neufeld und Zillingdorf/Bergwerk). Der Leitharadweg beginnt in Eisenstadt und führt vorbei an kleinen Ortschaften und Kulturschätzen bis nach Stotzing. Nach der Wende in Stotzing kann auf dem Rückweg die kürzere Variante über Hornstein genutzt werden.

## Verbindungen
Bei Zillingtal kann man auf den Hexenhügelradweg Richtung Mattersburg wechseln. In Eisenstadt gibt es die Möglichkeit, die Fahrt auf dem Verbindungsradweg „B14“ nach Rust am Neusiedler See oder dem Jubiläumsradweg „R1“ nach Kalch oder Kittsee fortzusetzen.
Eine zusätzliche Möglichkeit bildet ab Neufeld der ca. 30 km lange Leitha Radwanderweg, der als Rundkurs über die Ortschaften Zillingdorf-Bergwerk, Steinbrunn und Hornstein führt.

## Sehenswertes entlang der Strecke

### Eisenstadt
- Haydn-Haus
- Dom St. Martin
- Schloss Esterházy

### Steinbrunn
- Steinbrunner See

### Neufeld an der Leitha
- Neufelder See
- 1. Österreichisches Bäckereimuseum

### Leithaprodersdorf
- Gschlößl: Östlich des Ortes befinden sich die Reste einer mittelalterlichen Wehranlage mit ihrem noch heute sichtbaren Wall-Graben-System. Das Gschlößl ist eine aus drei konzentrisch umlaufenden Gräben und Wällen bestehende Wasserburg.
- Friedhofskirche: Die ehemalige mittelalterliche Pfarrkirche zum Heiligen Stephan Martyr wurde südwestlich des Ortes am „Berg“ errichtet, nach ihrer Zerstörung 1683 – im Verlauf der Zweiten Wiener Türkenbelagerung – wurde sie 1907 restauriert und zu einer Kapelle umgebaut. In der Turmkapelle wurden gotische Freskenreste festgestellt.

### Loretto
- Basilika Maria Loretto:  Im Jahre 1997 wurde die Kirche zur Basilica minor erhoben.

### Stotzing
- Teufelsloch/Sulzberghöhle: Die Aushöhlung entstand hier durch gezielten Abbau von porösem Leithakalk (Reibsand, spezieller Baustein) unter einer ebenfalls aus Leithakalk bestehenden kompakteren Decke. Bemerkenswert ist in diesem Bereich eine ca. 1–2 m mächtige Lage aus Steinkernen von Flügelmuscheln aus der Gattung Isognomon.